# Cross Timbers Township
Cross Timbers Township est un ancien township du comté de Hickory dans le Missouri, aux États-Unis,.
Le township est fondé en 1873 et baptisé en référence à la ville de Cross Timbers.

## Source de la traduction
- (en) Cet article est partiellement ou en totalité issu de l’article de Wikipédia en anglais intitulé « Cross Timbers Township, Hickory County, Missouri » (voir la liste des auteurs).